# Anexión de la Capitanía General de Guatemala al Primer Imperio mexicano
La anexión de las Provincias de Centroamérica (antigua Capitanía General de Guatemala) al Primer Imperio mexicano, fue un proceso político que ocurrió, de forma temporal, cuando varias provincias centroamericanas se unieron al Primer Imperio mexicano de Agustín de Iturbide mediante una proclama de las elites criollas de la ciudad de Guatemala, que vinculaba a las Provincias Unidas de Centroamérica, el 5 de enero de 1822. La abdicación de Agustín I, el 19 de marzo de 1823, a causa de la difícil situación interna de México, y las discordancias ideológicas entre algunos poblados de Centroamérica provocaron que la duración de está fuera efímera. La disolución del imperio y la independencia definitiva de las provincias centroamericanas tuvieron como consecuencia el establecimiento de la República Federal de Centroamérica.

## Historia

### Historia
En Centroamérica, los años inmediatamente anteriores a su independencia se caracterizaron por la debilidad gubernamental y las disensiones internas. La economía había sufrido una grave depresión a partir de 1795, causada por la caída de los precios del índigo, principal exportación del istmo. La falta de ingresos provenientes de los impuestos a la industria exportadora, hecho que afectó también la importación de productos financiados por ésta, provocó una seria crisis financiera a la Capitanía General. 
Además, los cambios administrativos derivados de las Reformas Borbónicas y, más tarde, de la Constitución de Cádiz agudizaron las diferencias entre ciudades rivales (San Vicente y San Salvador, Tegucigalpa y Comayagua, Granada y León, Cartago y San José, Ciudad Real y Tuxtla), y ahondaron el ya existente regionalismo.
Es por esto que la lucha mexicana de independencia se siguió minuciosamente por algunas de las diputaciones provinciales centroamericanas. Cuando se declaró el Plan de Iguala, el 21 de febrero de 1821, los ánimos previos de emancipación en Centroamérica estallaron.

### Anexión

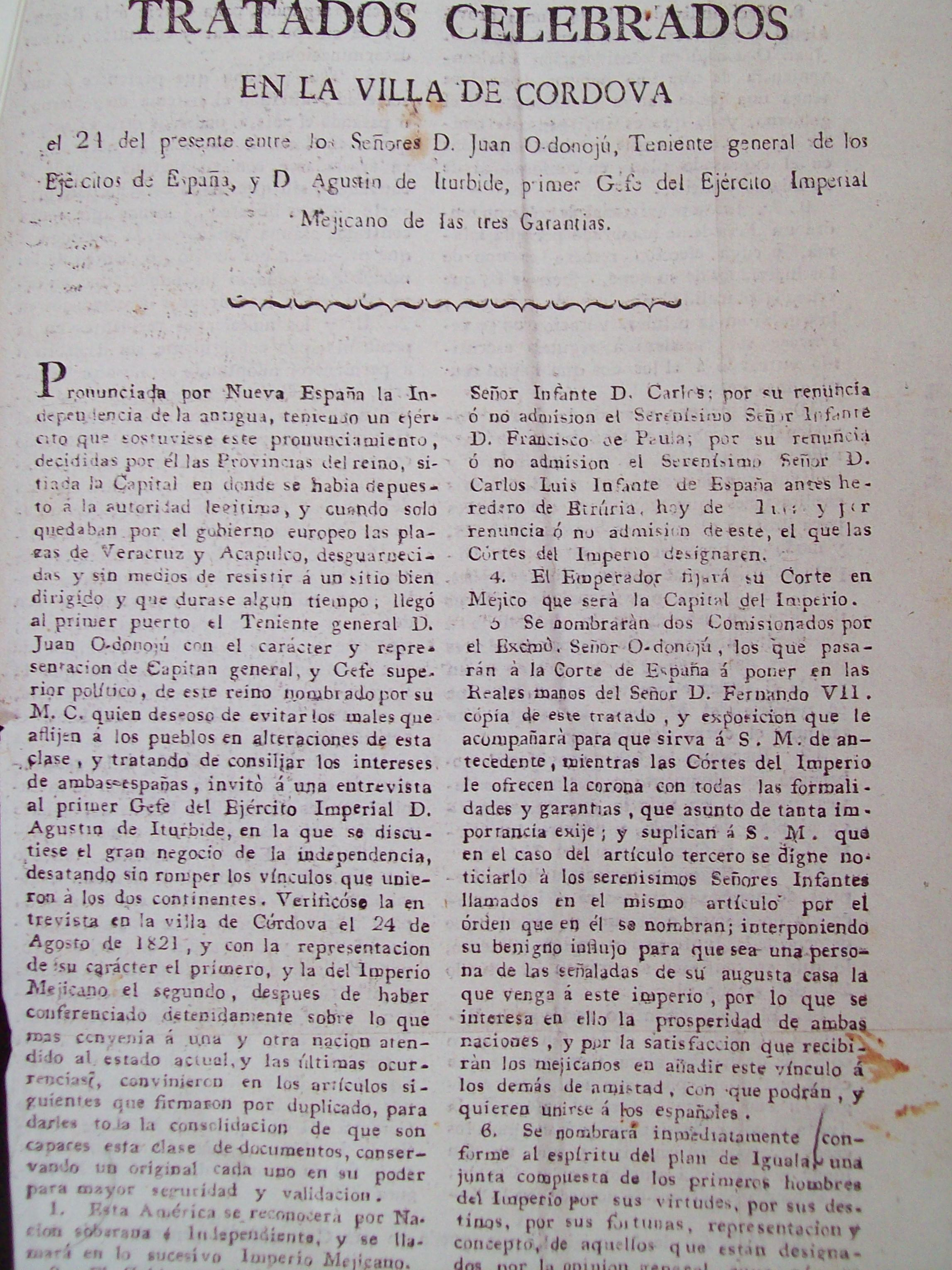
Los Tratados de Córdoba como parte del plan de Iguala, permitió la independencia de facto de México ante el reconocimiento de esta por los representantes del gobierno español en América luego de sus derrotas en la Guerra de independencia de México.

El impacto del Plan de Iguala en la región fue muy fuerte. Todavía antes de una invitación formal para unirse al imperio, varias poblaciones declararon su independencia, y algunas ya insinuaban su anexión.  El 3 de septiembre del mismo año, el ayuntamiento de Ciudad Real, en Chiapas, declaró su independencia, y dos días más tarde lo mismo sucedió en Tuxtla. Pero las declaraciones no iban dirigidas únicamente a España, sino también a Guatemala, ya que los cabildos oficializaron su intención de unirse a México bajo el imperio de Iturbide, con su adhesión al plan. Aunque al principio se ofreció resistencia, la presión ejercida por México, la rebelión de los ayuntamientos locales, el poder de los criollos guatemaltecos y la falta de una fuerza militar adecuada orillaron a la capitanía a aceptar la declaración de independencia en Guatemala el 15 de septiembre de 1821.
Comayagua repudió la proclama y decretó la suya propia, adhiriéndose al imperio de Iturbide; como respuesta, Tegucigalpa publicó su lealtad a la capitanía. Lo mismo sucedió con las demás ciudades rivales, que tomaron determinaciones contrarias. La diputación provincial de León declaró su independencia el 28 del mismo mes, mientras Granada y Managua se levantaron en armas. En Guatemala, las importantes ciudades de Quetzaltenango, Suchitepéquez, Sololá y Antigua optaron por unirse al imperio. En Costa Rica, las diputaciones de San José y Alajuela, de corte liberal, rechazaron la anexión, mientras los ayuntamientos de Cartago y Heredia se adhirieron. La destrucción de Centroamérica como entidad política se estaba materializando.
Pero no es hasta el 19 de octubre de 1821 que Iturbide envía una invitación formal dirigida a Gabino Gaínza, capitán general de Guatemala, para formar parte del imperio. El escrito también avisaba que una guarnición imperial se dirigía hacia Guatemala, comandada por el brigadier Vicente Filísola, para restablecer el orden. La carta se recibió el 28 de noviembre. Los elementos favorables en la Junta Consultiva de Guatemala convencieron a sus compañeros de someter a votación a todos los ayuntamientos de Centroamérica para resolver el asunto; se dio un mes para manifestar su voto. El 5 de enero de 1822, a pesar de la falta de respuesta de algunos ayuntamientos, la Junta Consultiva declara que los pueblos están por la anexión: 32 ayuntamientos aceptaban la anexión, 104 aceptaban con condiciones, 2 se oponían de lleno, mientras otros 21 opinaban que esta cuestión sólo podía ser debatida por el congreso que debía reunirse en marzo.
Mientras tanto, el ayuntamiento, la diputación provincial y la población en general de San Salvador y San Vicente se mostraron inconformes al señalar que la autoridad guatemalteca se había excedido al declarar arbitrariamente su unión a México. Se creó una Junta Provisional que, habiendo resuelto un diputado para el Congreso de México, pedía que “(San Salvador) se separe totalmente de Guatemala reservándole para que en paz y tranquilidad se una a México”. Aunque tiempo después no aceptaría ninguna de las dos jurisdicciones, en noviembre, luego de negociaciones con Filísola, un congreso aprobaría la adhesión al imperio.

### Guerra

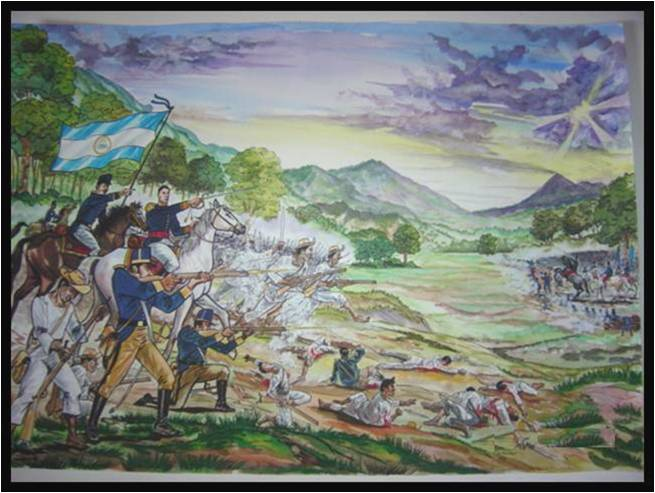
Batalla de Llano El Espino librada en febrero de 1822.

Después de que Guatemala, Honduras, Nicaragua y Costa Rica aceptaran la anexión, los ayuntamientos de San Salvador y San Vicente de la provincia de San Salvador se negaron y buscaron separar la provincia del resto de la capitanía. A partir de aquí el primer imperio mexicano, ayudado también por tropas de Guatemala y de San Miguel, estuvo en guerra con dicha provincia. Hasta el 9 de febrero de 1823, cuando las tropas imperiales guatemaltecas tomaron San Salvador y el 21 lo que quedaba del ejército de la provincia terminó capitulando en Gualcince; sin embargo dicha victoria sería efímera ya que pocos días después colapso el imperio.

### Gobierno

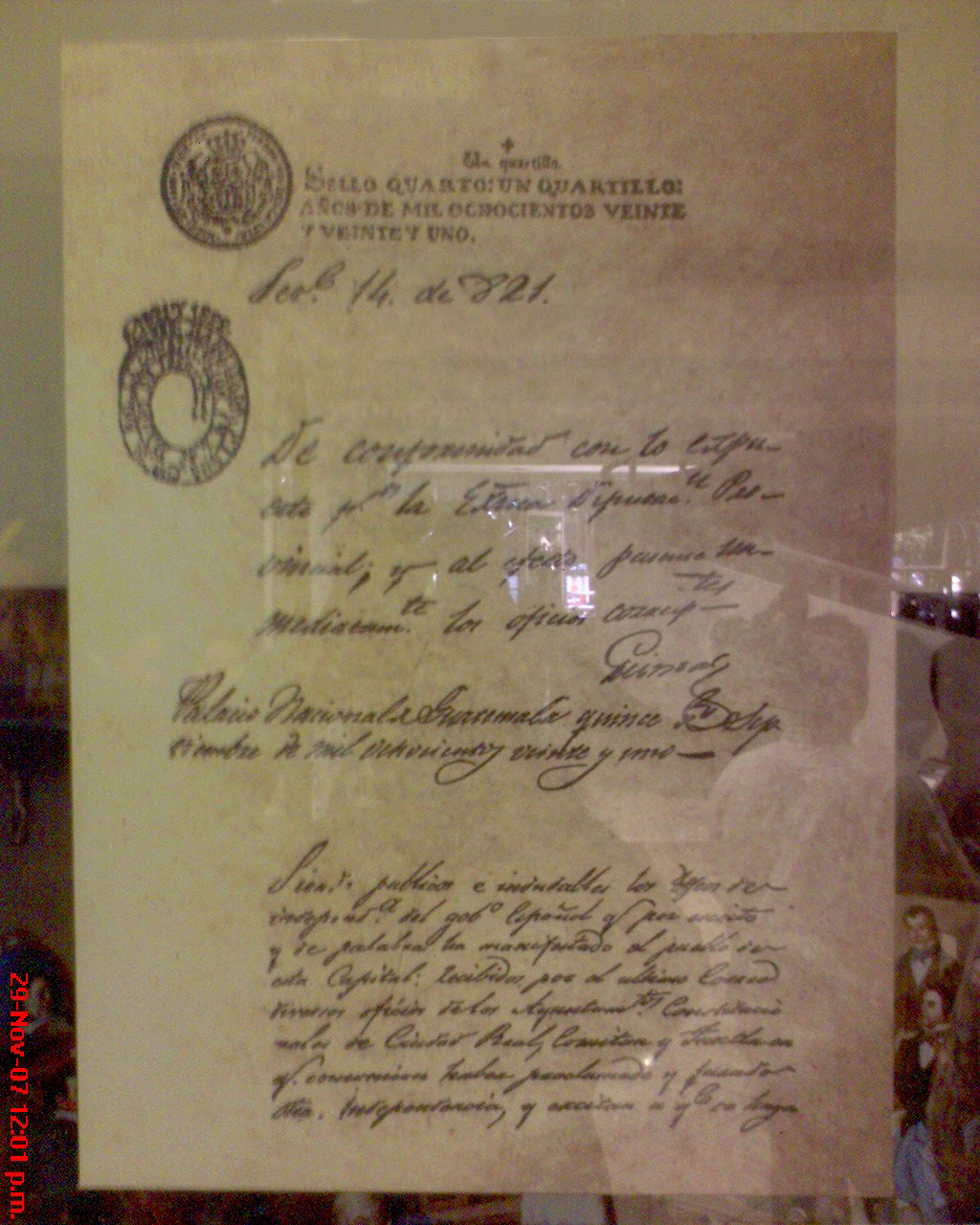
En la primera fase de la insurgencia centroamericana el Acta de Independencia de América Central significó la total emancipación de la Capitanía General de Guatemala hacia la corona española.

En junio de 1822, Gaínza, por órdenes de Iturbide, dejó al poder en manos de Vicente Filísola, quien se había enfrentado a varios conflictos y peticiones de diferentes diputaciones desde su llegada al mando del contingente militar. El enviado de Iturbide tendría que arreglárselas para dar un buen gobierno a Centroamérica mientras luchaba contra la debilidad fiscal, un regionalismo inquebrantable y las órdenes a menudo ilógicas del propio Iturbide. 
Al mando, Filísola dio pasos necesarios para la reconciliación política. Liberó a los criollos opositores del imperio y reprendió a las autoridades guatemaltecas por las medidas ejecutadas contra las provincias de interior. 
Una vez expulsados los mandatarios más opresivos de la ciudad, el capitán general tuvo que hacer frente a la crisis fiscal. Después de la independencia, las provincias retuvieron los impuestos recaudados en sus localidades, lo que significó  una pérdida considerable de ingresos para la ciudad capital. La abolición del tributo de indios en febrero de 1822 también golpeó las arcas del gobierno, y la escasez de agentes aduanales favorecía el contrabando. Por si fuera poco, las rutas comerciales estuvieron bloqueadas por conflictos armados entre ciudades y regiones, derivadas de inconformidad en cuanto a la jurisdicción administrativa y desacuerdos ideológicos entre liberales y conservadores. Todo esto causó que tanto el general cuanto las municipalidades se vieran obligados a solicitar préstamos a comerciantes y a cajas regionales, lo que produciría una situación insostenible.

#### Organización territorial

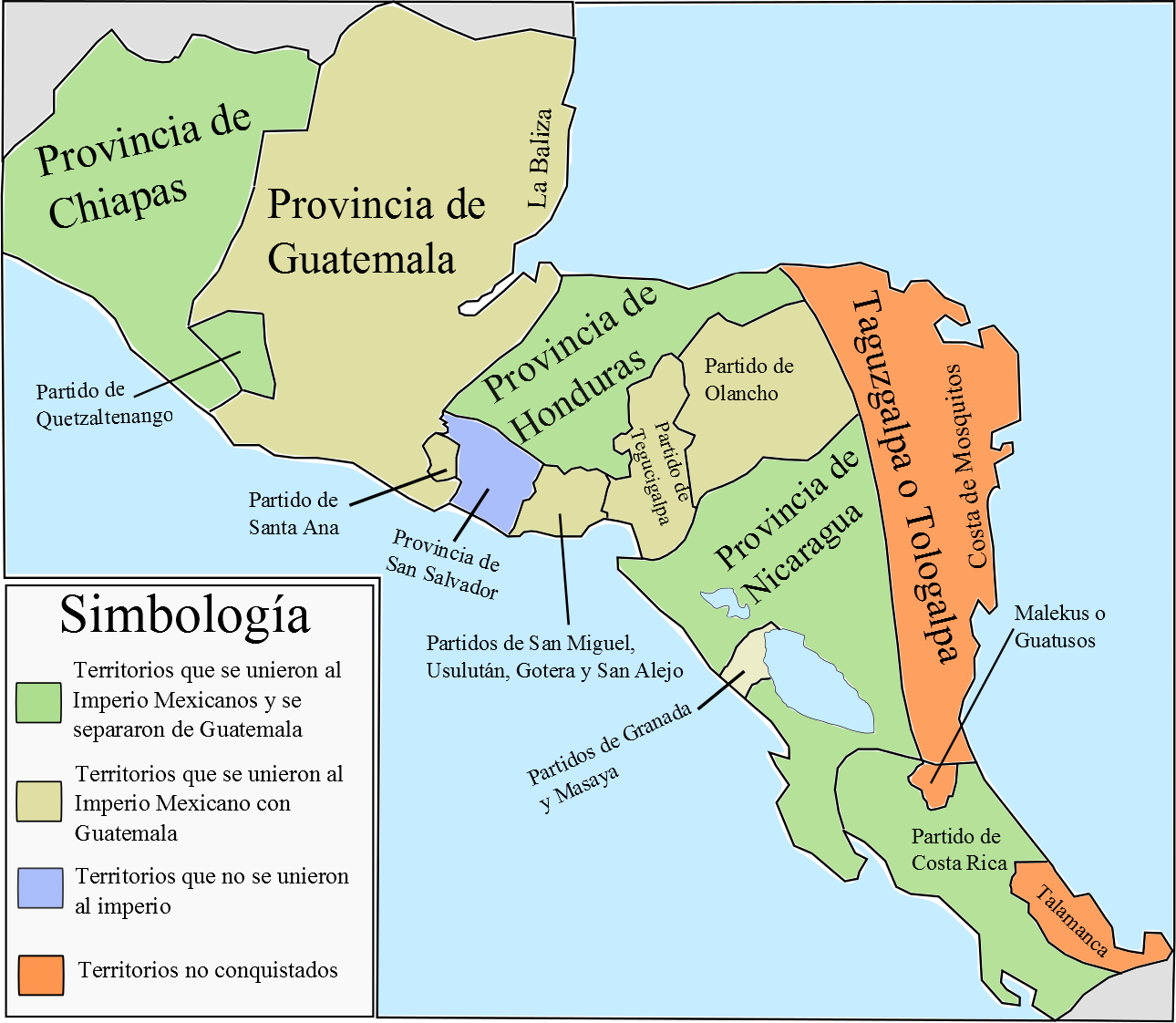
La Capitanía General de Guatemala ante la unión al imperio Méxicano en 1822

| - Guatemala - San Salvador - Honduras - Nicaragua - Costa Rica |
| -------------------------------------------------------------- |

### Decadencia

Bandera de las Provincias Unidad de Centroamérica usada de 1823 a 1824.

Filísola apostó por la reconciliación estatal, pero los mandatos del emperador dificultarían la tarea. A principios de noviembre Iturbide anunció su decisión de dividir a Centroamérica en tres provincias: Chiapas, con Ciudad Real como cabecera y con jurisdicción sobre Quetzaltenango; Costa Rica, que unía Costa Rica, Nicaragua y Honduras con León por cabecera; y Sacatepéquez, con Guatemala por capital, y que abarcaba el resto de la región, incluyendo San Salvador. Esto no hizo más que recrudecer el ambiente hostil del territorio. En Guatemala, Honduras y San Salvador se mostraban insatisfechos por la nueva medida. En el sur, precipitó las guerras civiles en Costa Rica, donde terminaría ganando el bando liberal, y en Nicaragua, que se prolongaría por diecisiete años. Las circunstancias desfavorables en el propio gobierno mexicano, recrudecidas por la análoga condición fiscal y la división política, desembocaron en la disolución del congreso y en el malestar general. En marzo de 1823 llegaría la noticia a Filísola de la caída del imperio. Maniatado, el capitán reunió a la antigua diputación provincial de Guatemala para convocar un congreso con representantes de toda la región que decidiera el destino del pacto entre Centroamérica y México.

## Consecuencias

### Consolidación de la República Federal del Centro de América

Bandera de la República Federal de Centro América, esta se funda en 1823 y es disuelta en 1839.

En tanto se reunía el congreso, se formó una Junta Provisional de Gobierno en Guatemala presidida por Pedro Molina que proclama el 1 de julio de 1823 la segunda “Independencia Absoluta de Centroamérica”, respecto de México y España y bajo el lema de “Dios, Unión y Libertad”. Los demás cabildos la proclamaron también, con excepción de Chiapas y, finalmente, se convocó la elección del Congreso que sería constituyente. Los liberales habían ganado la mayoría en el congreso, por lo que prevaleció en el debate la idea federalista, estadounidense de origen, y al año siguiente se estableció la República de las Provincias Unidas del Centro de América.

### Anexión de Chiapas
Menos de un mes después de la segunda declaración de independencia, la diputación provincial de Chiapas se separó de Centroamérica. Los chiapanecos declararon su propia emancipación de cualquier autoridad y formaron una Junta Provisional que gobernara mientras se convocaba un congreso. Días después, llegó Filísola con el ejército en retirada, disolvió el congreso e impuso a un simpatizante como jefe político y a su teniente Codallos como comandante de armas. El ayuntamiento conservador de Ciudad Real lo apoyó, pero los cabildos de Comitán, Tonalá y Tuxtla se sublevaron y publicaron el Plan de Chiapa Libre, en el que contemplaban la adhesión de Tabasco y Yucatán. La Junta Provisional Gubernativa liberal gobernó hasta que en Ciudad Real triunfó una conspiración conservadora que, con el apoyo del clero y el enviado Lucas Alamán, disolvió la junta y estableció un interinato. Bajo este gobierno fue que se celebraron las elecciones generales en enero de 1824, en las que se votó definitivamente por la anexión a México.